# مقاطعة كومبرلاند (فيرجينيا)
 مقاطعة كومبرلاند  (بالإنجليزية:  Cumberland County)‏ هي إحدى المقاطعات في ولاية فيرجينيا في الولايات المتحدة الأمريكية.

## أعلام
- دبليو. غريغوري هاتشر
- وليام هنري كابيل
- دنيس بينينغتون
- ويليام فلمنج
- ويليام دانيال
- بيفيرلي راندولف